# Peyrolles-en-Provence
Peyrolles-en-Provence è un comune francese di 4 724 abitanti situato nel dipartimento delle Bocche del Rodano della regione della Provenza-Alpi-Costa Azzurra.

## Società

### Evoluzione demografica
Abitanti censiti